# Cormeilles (Eure)
Cormeilles es una localidad y comuna francesa situada en la región de Alta Normandía, departamento de Eure, en el distrito de Bernay y cantón de Cormeilles.

## Demografía
| 1077 | 1143 | 1140 | 1129 | 1069 | 1191 |
| Para los censos de 1962 a 1999 la población legal corresponde a la población sin duplicidades (Fuente: INSEE [Consultar]) |      |      |      |      |      |